# Microstylum haemorrhoidale
Microstylum haemorrhoidale là một loài ruồi trong họ Asilidae. Microstylum haemorrhoidale được Bigot miêu tả năm 1878. Loài này phân bố ở miền Ấn Độ - Mã Lai.